# Generalsekretariatet vid Europeiska unionens råd

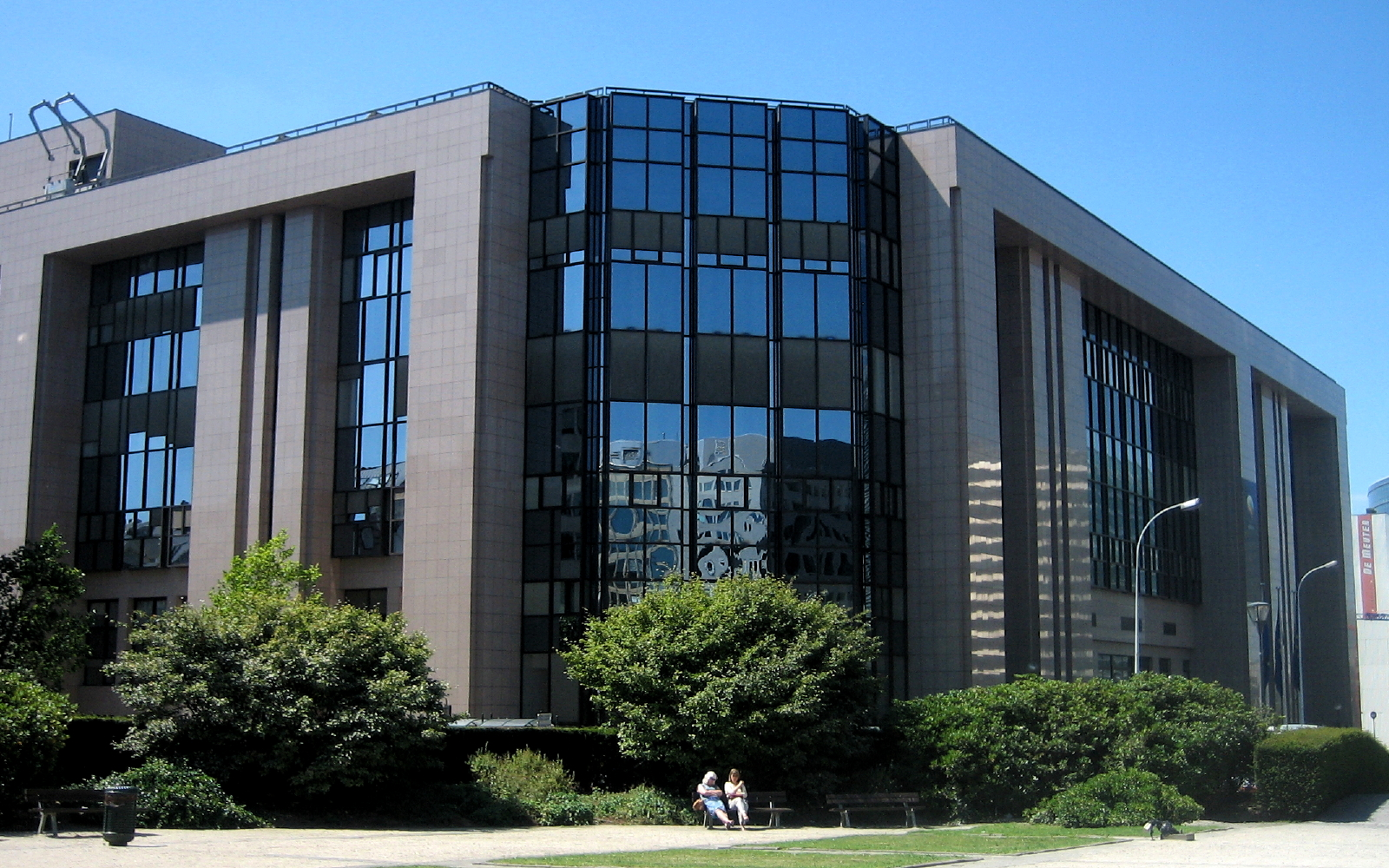
Generalsekretariatets byggnad Justus Lipsius i Bryssel, Belgien.

Generalsekretariatet vid Europeiska unionens råd, eller rådssekretariatet, bistår Europeiska unionens råd och dess ordförandeskap samt Europeiska rådet och dess ordförande i deras dagliga arbete. Trots att Europeiska rådet och Europeiska unionens råd är två skilda institutioner delar de på samma sekretariat.
Generalsekretariatet leds av en generalsekreterare, som sedan den 1 november 2022 är Thérèse Blanchet. Rådssekretariatet har sitt säte i Bryssel, Belgien, med Justus Lipsius-byggnaden som huvudbyggnad.
Schengensekretariatet, Västeuropeiska unionens generalsekretariat och sekretariatet för det europeiska politiska samarbetet har alla integrerats med rådssekretariatet i samband med att deras respektive tillhörande samarbetsformer införlivades inom Europeiska unionens ramar.

## Organisation och säte
Rådssekretariatet leds av sin generalsekreterare, som utses med kvalificerad majoritet av Europeiska unionens råd. Han eller hon bär huvudansvaret för att rådssekretariatets arbete fungerar väl. Rådet antar med enkel majoritet ytterligare bestämmelser om hur rådssekretariatet ska vara organiserat.
Generalsekreteraren bistår ordförandeskapet i Europeiska unionens råd under dess ledning. Han eller hon ansvarar för organiseringen och samordningen av rådets arbete och genomförandet av rådets 18-månadersprogram. Generalsekreteraren ansvarar också för att utarbeta ett utkast till beräkning av rådets utgifter, vilket ligger till grund för rådets årliga budget, vars förvaltning generalsekreteraren ansvarar för.
Rådssekretariatet är uppdelat i sju generaldirektorat, en juridisk avdelning samt fem avdelningar under generalsekreteraren, däribland internrevisionen. Totalt har rådssekretariatet ungefär 3 200 anställda, men betydligt fler är involverade i rådets arbete eftersom medlemsstaternas företrädare är anställda av de nationella regeringarna. Rådssekretariatet har sitt säte i Bryssel, Belgien, med Justus Lipsius-byggnaden som huvudbyggnad.

## Funktioner och uppgifter
Rådssekretariatet ansvarar för planerandet och genomförandet av rådets dagliga arbete. Detta innefattar att planera, sammankalla och organisera alla typer av sammanträden, däribland ungefär cirka 100 rådssammanträden och mer än 3 500 arbetsgruppsmöten och andra sammankomster per år, arrangera lokaler och översättning samt upprätta arkiv för bland annat internationella avtal.
Rådssekretariatet fungerar även som en juridisk och politisk rådgivare till ordförandeskapet i Europeiska unionens råd. Den juridiska avdelningens företrädare närvarar på alla rådssammanträden för att klargöra juridiska aspekter och konsekvenser. Den företräder också rådet inför EU-domstolen vid rättsliga processer.
Utöver detta fyller rådssekretariatet en viktig funktion vid unionens regeringskonferenser eftersom rådssekretariatet i regel tillhandahåller regeringskonferensens eget sekretariat. Detta gör rådssekretariatet till en av de viktigaste aktörerna i regeringskonferensen.